# Upper Saddle River
Upper Saddle River ist eine Stadt im Bergen County im Bundesstaat New Jersey, USA. Das U.S. Census Bureau hat bei der Volkszählung 2020 eine Einwohnerzahl von 8.353 ermittelt.

## Geschichte
Archäologische Funde in Höhlen haben erwiesen, dass bereits vor 7000 Jahren im Tal des Saddle River Menschen lebten. Später kamen indianische Stämme, die Lenni Lenape, in die damals unbewohnte Gegend. Europäische Siedler, besonders aus den Niederlanden, erreichten im 17. Jahrhundert das Tal, aber erst der Siedler mit dem Namen Iesaja Valleau wurde hier im frühen 18. Jahrhundert sesshaft und nahm sich 300 Acres Land, etwa 1.213.800 m², um Ackerbau und Viehzucht zu betreiben. Später folgten andere Siedler nach. Die Gegend war reich an Holz und Steinen, sodass zunächst provisorische Unterkünfte gebaut werden konnten. Der Name Upper Saddle River soll von zwei schottischen Pionieren herrühren, die die Gegend erkundeten, und sich dabei an die eingebrannten Ziermuster im Leder ihrer Sättel erinnert fühlten.
Während der amerikanischen Revolution kam George Washington in die Siedlung. Aus dem 18. Jahrhundert stammen noch einige erhaltene Gebäude; das Hopper-Goetschius House von 1730 ist heute ein Museum. Auch einige Privathäuser und eine ursprüngliche Farm sind noch erhalten. 1819 wurde die massive Old Stone Church fertiggestellt und ersetzte einen Vorgängerbau von 1787. Der niederländische Baustil aus dem frühen 19. Jahrhundert ist noch an einigen museal erhaltenen Scheunen zu erkennen.
Schon früh begann eine bescheidene Industrialisierung der Gegend. Am Fluss entstanden Wasserräder, die Kornmühlen und Sägewerke antrieben. Drei dieser Mühlen existieren heute noch.
1894 gab es für die damals etwa 100 Einwohner die Möglichkeit darüber abzustimmen, ob Upper Saddle River den Status eines Boroughs erhalten sollte. 50 Bürger beteiligten sich an der Wahl und nahmen den Vorschlag an. Der neue Borough wurde daraufhin mit einem Wert von $ 129.400 veranschlagt. Der Ort war bis nach dem Zweiten Weltkrieg vorwiegend landwirtschaftlich geprägt und bekannt für sein Obst, insbesondere Äpfel und Erdbeeren. Die Einwohnerzahl blieb immer gering. 1950 lebten 500 Menschen in Upper Saddle River. Heute sind alle Farmen und Betriebe verschwunden und es ist eine reine Wohnstadt am nördlichen Rand von New York geworden. Im Jahr 2000 wurden 7741 Einwohner registriert.
Der National Park Service weist für Upper Saddle River fünf Gebäude im National Register of Historic Places (NRHP) aus (Stand 23. Dezember 2018), darunter die New North Reformed Low Dutch Church.
Wissenschaftler kennen den Ort Upper Saddle River vor allem wegen des Verlags Prentice Hall, der dort 1913 gegründet wurde.

## Geographie
Die geographischen Koordinaten der Stadt sind 41°3'49" nördliche Breite und 74°5'59" westliche Länge. Nach Angaben des amerikanischen Vermessungsbüros hat die Stadt eine Gesamtfläche von 13,7 km², wovon Wasserflächen nicht berücksichtigt sind.

## Demographie
Aufgrund der Volkszählung vom Jahr 2000 gibt es 7741 Menschen, 2497 Haushalte und 2242 Familien in der Stadt. Die Bevölkerungsdichte betrug 565,0 Einwohner pro km². 91,24 % der Bevölkerung sind Weiße, 0,93 % Afroamerikaner, 0,03 % amerikanische Ureinwohner, 6,28 % Asiaten, 0,01 % pazifische Insulaner, 0,52 % anderer Herkunft und 0,99 % Mischlinge. 2,18 % sind Latinos unterschiedlicher Abstammung.
Von den 2497 Haushalten haben 47,1 % Kinder unter 18 Jahre. 83,6 % davon sind verheiratete zusammenlebende Paare, 4,4 % sind alleinerziehende Mütter, 10,2 % sind keine Familien, 8,4 % bestehen aus Singlehaushalten und 3,9 % der Bevölkerung sind älter als 65 Jahre. Die Durchschnittshaushaltsgröße beträgt 3,09, die Durchschnittsfamiliengröße 3,27 Personen.
30,7 % der Bevölkerung sind unter 18 Jahre alt, 3,8 % zwischen 18 und 24 Jahre, 25,1 % zwischen 25 und 44, 29,0 % zwischen 45 und 64, 11,4 % älter als 65 Jahre. Das Durchschnittsalter beträgt 40 Jahre. Das Verhältnis Frauen zu Männer beträgt 100:97,1; für Menschen älter als 18 Jahre beträgt das Verhältnis 100:95,0.
Das jährliche Durchschnittseinkommen der Haushalte beträgt 127.635 USD, das Durchschnittseinkommen der Familien 132.401 USD. Männer haben ein Durchschnittseinkommen von 100.000 USD, Frauen 51.587 USD. Der Prokopfeinkommen der Stadt beträgt 57.239 USD. 0,7 % der Bevölkerung und 0,0 % der Familien leben unterhalb der Armutsgrenze, davon sind 0,0 % Kinder oder Jugendliche die jünger als 18 Jahre sind und 2,1 % der Menschen sind älter als 65 Jahre.